# 全印尼泊尔人团结协会
全印尼泊尔人团结协会（印地语拉丁转写：Akhil Bharat Nepali Ekta Samaj）是印度一个奉行毛主义的尼泊尔人政治组织。该组织成立于1979年。该组织逐渐成为尼泊尔毛派的外围组织。2002年7月，印度内政部认定该组织为恐怖组织，并禁止其活动，但该组织并未就此解散。在被定性为恐怖组织后，该组织中央委员会执行委员贾纳尔丹·塔帕宣布他们将更改名称并专注于“社会和文化活动”。